# Codice ATC R
Il codice ATC R dell'apparato respiratorio è una sezione del sistema di classificazione Anatomico Terapeutico e Chimico, un sistema di codici alfanumerici sviluppato dall'OMS per la classificazione dei farmaci e altri prodotti medici.
Codici per uso veterinario (codici ATC) possono essere creati, attraverso una lettera Q posta di fronte al codice ATC umano: QR ...
Numeri nazionali della classificazione ATC possono includere codici aggiuntivi non presenti in questa lista, che segue la versione OMS.
R - Apparato respiratorio

R01 - Preparazioni nasale (Decongestionante nasale)

R02 - Preparazioni gola

R03 - Farmaci per la broncopneumopatia cronica ostruttiva

R05 - Antitussivi e preparati per il raffreddore comune

R06 - Antistaminici per uso sistemico

R07 - Altri prodotti per il sistema respiratorio